# Marty Robbins
Martin David Robinson (26 de setembro de 1925 – 8 de dezembro de 1982), mais conhecido pelo seu nome artístico Marty Robbins, foi um cantor e compositor americano de música country e western. foi um dos cantores mais populares e bem-sucedidos do gênero durante a maior parte de sua carreira, que durou do final da década de 1940 ao início da década de 1980. Também foi um dos pioneiros do outlaw country.
Nascido em Glendale, Arizona, Robbins aprendeu sozinho a tocar violão enquanto servia na Marinha dos EUA, durante a Segunda Guerra Mundial. Ficou famoso se apresentando em clubes em sua cidade natal e nas cidades vizinhas. Em 1952, ele lançou seu primeiro hit número um nas paradas musicais, "I'll Go On Alone". Quatro anos depois, lançou seu segundo hit número um, "Singing the Blues", e um ano depois, lançou mais dois hits número um, "A White Sport Coat" e "The Story of My Life". Em 1959, Robbins lançou sua canção mais conhecida, "El Paso", pela qual ganhou o Grammy de Melhor Gravação Country & Western. A música deu início à associação de Robbins com a balada western, um estilo que se tornou parte essencial de sua carreira. Seus lançamentos posteriores que receberam aclamação da crítica incluem "Don't Worry", "Big Iron", "Devil Woman" e "Honkytonk Man", este último que dá nome ao filme de Clint Eastwood de 1982, no qual Robbins fez sua última aparição antes de sua morte.
Ao longo de sua carreira, Robbins gravou mais de 500 músicas e 60 álbuns, ganhou dois Grammys, foi eleito para o Country Music Hall of Fame e o Nashville Songwriters Hall of Fame, além de ter sido nomeado Artista da Década de 1960 pela Academy of Country Music. Suas canções "El Paso" e "Big Iron" foram classificadas pela Western Writers of America entre as 100 melhores canções western de todos os tempos. Robbins foi um sucesso comercial nos gêneros country e pop, e suas músicas foram regravadas por muitos outros célebres artistas, incluindo Johnny Cash, Grateful Dead e Elvis Presley. Johnny Cash afirmou que "não há maior cantor country do que Marty Robbins". Até hoje sua música continua a ter influência na cultura pop, aparecendo com destaque em vários filmes, programas de televisão e videogames.

## Anos de juventude

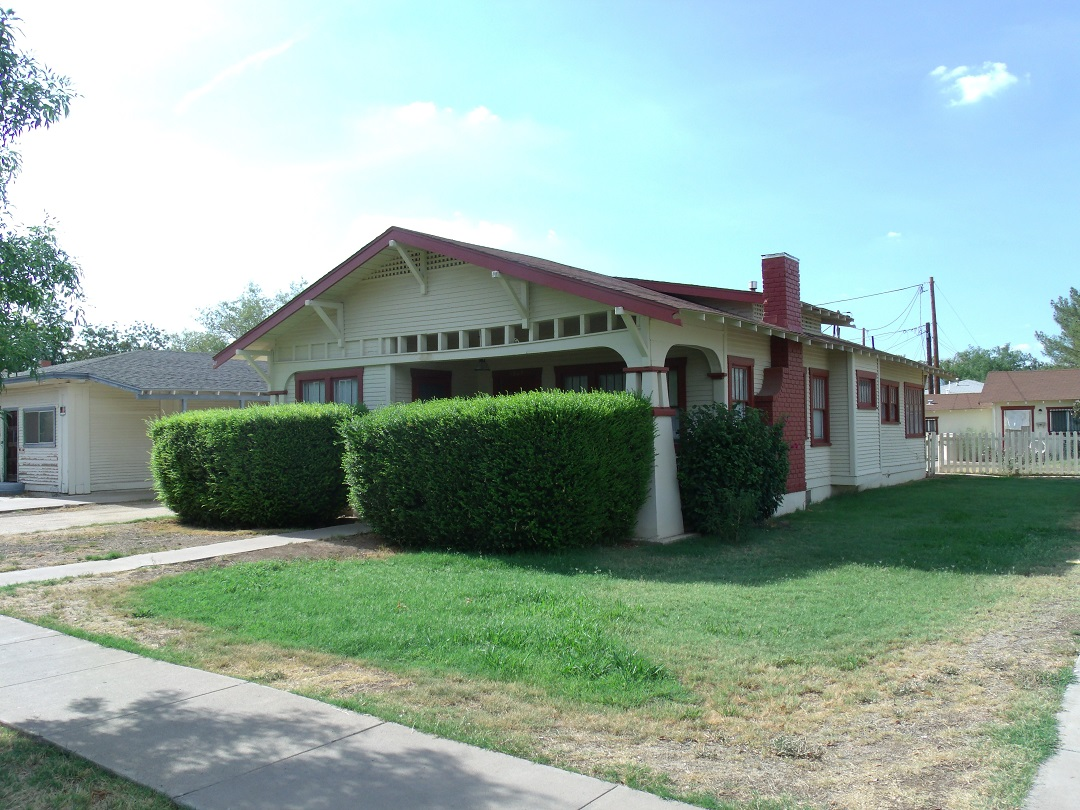
A casa que Robbins viveu em Glendale, Arizona

Robbins nasceu Martin David Robinson, em 26 de setembro de 1925, em Glendale, subúrbio de Phoenix no Condado de Maricopa. Seus pais, John "Jack" Robinson (1889–1975) e Emma Heckle (1889–1970) se divorciaram em 1937, quando ele tinha 12 anos.
Entre as memórias mais calorosas de sua infância, Robbins se lembra das histórias do oeste americano contadas por seu avô materno, "Texas Bob" Heckle (1847-1931), que era um caixeiro-viajante, contador de histórias e curandeiro local. Robbins relembrou: "Ele tinha dois pequenos livros de poesia que vendia. Eu costumava cantar músicas de igreja para ele e ele me contava histórias. Muitas das canções que escrevi foram trazidas à tona por causa de histórias que ele me contou. Como "Big Iron", eu escrevi porque ele era um Texas Ranger, pelo menos ele me disse que era".
Robbins abandonou o ensino médio em Glendale antes de ingressar na Marinha e trabalhou como boxeador amador, escavador, motorista de caminhão, entregador de gelo e ajudante de mecânico.
Aos 17 anos, Robbins saiu de casa para servir na Marinha dos EUA como timoneiro de uma lancha de desembarque durante a Segunda Guerra Mundial. Ele estava estacionado nas Ilhas Salomão, no teatro de operações do Pacífico. Para passar o tempo durante a guerra, ele aprendeu a tocar violão, começou a escrever canções e se apaixonou pela música havaiana.
Após sua dispensa do exército em 1947, e de seu casamento no ano seguinte, Robbins começou a tocar em casa de shows em Phoenix. No início da década de 1950, Marty passou a apresentar seu próprio programa em uma rádio local chamada KTYL e, em seguida, seu próprio programa de televisão Western Caravan na KPHO-TV, em Phoenix. Depois que Little Jimmy Dickens fez uma aparição especial no programa de TV de Robbins, Dickens conseguiu para à ele um contrato com a Columbia Records.

## Carreira
Robbins ficou conhecido por suas aparições na rádio Grand Ole Opry, em Nashville, Tennessee. A jornalista musical Mary Harron escreveu isto sobre ele no The Guardian:
"Robbins era um símbolo do establishment de Nashville que os fãs mais jovens da música country abandonaram nos anos 70 pela "escola de foras da lei", dos jeans desbotados de Waylon Jennings e Willie Nelson. Robbins pertencia à era de Jim Reeves e usava seus ternos de cowboy bordados com orgulho. Mais conhecido pela balada western "El Paso", sua carreira também tocou o lado rock 'n' roll do country em músicas como "White Sport Coat and a Pink Carnation", e ele manteve um toque elegante até o fim."
Em 1980, Robbins apareceu no programa musical Austin City Limits da PBS (quinta temporada). Além de suas gravações e performances, Robbins era um ávido piloto de corrida, competindo em 35 corridas da NASCAR Grand National Series, ficando entre os 10 primeiros em seis ocasiões, incluindo a Firecracker 400 de 1973. Em 1967, Robbins interpretou a si mesmo no filme de corrida Hell on Wheels. Robbins gostava de Dodges preparados pelo membro do Hall da Fama da NASCAR Cotton Owens, e teve e correu com Chargers, posteriormente um Dodge Magnum de 1978. Ele também foi o piloto do 60º carro de segurança da corrida Buick Century das 500 Milhas de Indianápolis em 1976. Sua última corrida foi em um Buick Regal 1982, construído por Junior Johnson, no Atlanta Journal 500, em 7 de novembro de 1982, um mês antes de seu falecimento.

## Música e honrarias

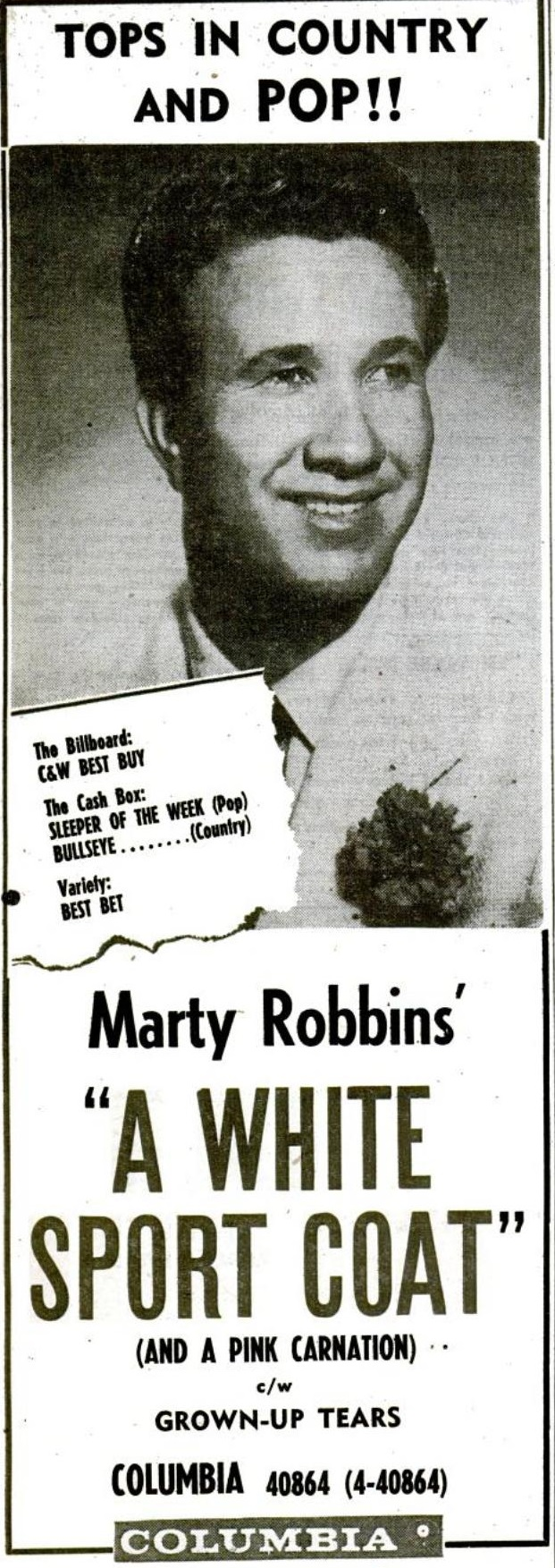
Propaganda da Billboard do single "A White Sport Coat", de 1957

Embora em 1960 a produção de Robbins era em sua maior parte música western (e um pouco country), seus sucessos iniciais, como "Singing the Blues", "Knee Deep in the Blues", "The Story of My Life", "She Was Only Seventeen" e "A White Sport Coat and a Pink Carnation", foram geralmente considerados mais como material pop voltado ao público adolescente do que seus sucessos de 1960 em diante. Sua gravação de 1957 de "A White Sport Coat and a Pink Carnation" vendeu mais de um milhão de cópias e foi premiada com um disco de ouro. Suas realizações musicais incluem o prêmio Grammy por seu aclamado hit de 1959 "El Paso", do álbum Gunfighter Ballads and Trail Songs. "El Paso" foi sua primeira música a chegar ao primeiro lugar nas paradas pop na década de 1960. Foi seguido, com sucesso, por "Don't Worry", que alcançou o terceiro lugar na parada pop em 1961, tornando-se seu terceiro e último hit pop top 10. "El Paso" foi seguido por uma prequela e uma sequência: "Faleena (From El Paso)" e "El Paso City". Também em 1961, Robbins escreveu as palavras e a música e gravou "I Told the Brook", uma balada posteriormente gravada por Billy Thorpe.
Ele ganhou o prêmio Grammy de Melhor Gravação Country e Western em 1961 por seu álbum seguinte, More Gunfighter Ballads and Trail Songs, e foi premiado com outro Grammy, de Melhor Canção Country, em 1970, por "My Woman, My Woman, My Wife". Robbins foi nomeado Artista da Década (1960-1969) pela Academia de Música Country, foi eleito para o Hall da Fama da Música Country em 1982, recebeu três prêmios no 17º Music City News Country Awards em 1983 e recebeu um Grammy Hall of Fame em 1998 pela canção "El Paso".
Quando Robbins estava gravando seu hit de 1961 "Don't Worry", no Bradley Studios, em Nashville, o guitarrista de estúdio Grady Martin acidentalmente criou um efeito "fuzz" na guitarra elétrica, que estava ligada em um canal defeituoso no console de mixagem do estúdio. Robbins decidiu mantê-lo na versão final. A canção alcançou o primeiro lugar na parada country e o terceiro lugar na parada pop. Robbins foi introduzido no Hall da Fama dos Compositores de Nashville em 1975. Por sua contribuição à indústria fonográfica, Robbins tem uma estrela na Calçada da Fama de Hollywood, no número 6666 da Hollywood Boulevard.
Robbins foi homenageado por muitas bandas, incluindo Grateful Dead, que fez um cover de "El Paso", e Bob Weir e Kingfish, que fizeram um cover de "Big Iron". O álbum Endless Wire de 2006 do The Who inclui a música "God Speaks of Marty Robbins". O compositor da música, Pete Townshend, explicou que a música é sobre Deus decidindo criar o universo apenas para poder ouvir alguma música, "e acima de tudo, uma de suas melhores criações, Marty Robbins". The Beasts of Bourbon lançou uma música chamada "The Day Marty Robbins Died" em seu álbum de estreia de 1984 , The Axeman's Jazz. Tanto Frankie Laine quanto Elvis Presley, entre outros, gravaram versões da canção de Robbins "You Gave Me a Mountain", com a gravação de Laine alcançando as paradas pop e adultas contemporâneas em 1969. Embora Elvis nunca tenha gravado nenhuma das músicas de Robbins no estúdio, ele era um grande fã e gravou "You Gave Me a Mountain" ao vivo em shows diversas vezes; a música apareceu em 15 álbuns de Presley. 
Johnny Cash gravou uma versão de "Big Iron" como parte de sua série American Recordings, que está incluída no box Cash Unearthed. Cash também gravou outras músicas de Robbins, incluindo "I Couldn't Keep from Crying", "Kate" e "Song of The Patriot". Ele tinha uma consideração muito grande por Robbins, tendo-o convidado diversas vezes para participar de seu programa de TV, "The Johnny Cash Show". "Big Iron" também foi regravada por Mike Ness em seu álbum Under the Influences, no qual ele prestou homenagem a artistas da música country. A música, lançada originalmente no álbum de Robbins de 1959, Gunfighter Ballads and Trail Songs, ganhou popularidade renovada após seu uso no videogame Fallout: New Vegas, de 2010.
Sua música "El Paso" foi apresentada no final da série de TV Breaking Bad, da AMC. "El Paso" também foi destaque na prequela de Only Fools and Horses feita pela BBC.
Robbins recebeu um título honorário da Universidade do Norte do Arizona.
No ano de 2001, o cantor e compositor Don McLean lançou seu álbum Sings Marty Robbins, que apresenta uma coleção de músicas gravadas por Robbins em sua carreira
Em 2016, uma parte da Avenida Glendale, na cidade natal de Robbins, foi renomeada para "Marty Robbins Boulevard".
Antes de Marty Robbins morrer, ele realizou uma apresentação na Casa Branca, ao lado do famoso cantor estadunidense Frank Sinatra.
Ele foi nomeado "Homem da Década" pela Academia de Música Country em 1969.

## Carreira como piloto
Robbins adorava corridas da NASCAR. Com seus sucessos musicais, ele conseguiu financiar seu passatempo. Robbins sempre tentou correr nas grandes pistas (Talladega Superspeedway, Daytona International Speedway) todos os anos, e também em algumas corridas menores quando o tempo permitia. Robbins teve seis resultados entre os 10 primeiros em sua carreira, com seu melhor resultado pessoal entre os cinco primeiros no Motor State 360 de 1974, em Michigan.
Os carros de Robbins foram construídos e mantidos pela Cotton Owens. Eles eram pintados em dois tons de magenta e verde-limão, geralmente competindo com o número 42 (embora também tenha utilizado os números 6, 22 e 777). Ao longo dos anos, ele dirigiu algumas marcas e modelos (Plymouths, Dodges e Fords) antes de comprar um Dodge Charger de 1972, do próprio Owens. Robbins veio a sofrer alguns graves acidentes durante a década de 1970, e pediu para Owens reconstruir o carro para atualizar a chapa metálica para as especificações do Charger de 1973-1974 e, finalmente, a chapa metálica do Dodge Magnum de 1978, carro cujo ele correu até o final de 1980. O último carro de corrida da NASCAR de Robbins foi um Buick Regal de 1981, que ele alugou e dirigiu em algumas corridas em 1981 e 1982.
Em 1972, na Winston 500, Robbins surpreendeu a competição ao completar voltas mais rápido que feitas em seu tempo de qualificação. Após a corrida, a NASCAR tentou conceder o prêmio Rookie of the Race (Novato da Corrida), mas ele não aceitou. Ele havia retirado os limitadores obrigatórios da NASCAR do carburador e admitiu que "só queria ver como era correr na frente pela primeira vez".
Robbins é creditado por possivelmente salvar a vida de Richard Childress na Charlotte 500 de 1974, ao bater deliberadamente em um muro ao invés do carro do outro piloto, que estava parado do outro lado da pista.
Um ano após a morte de Robbins, a NASCAR o homenageou nomeando a corrida anual no Fairgrounds Speedway de Marty Robbins 420.
O Dodge Magnum de Robbins foi restaurado por Owens e doado ao Museu de Talladega por sua família, onde ficou exposto de 1983 a 2008. O carro atualmente é de posse de um dono particular do sul da Califórnia, que veio a correr no circuito de clubes Vintage NASCAR.
Em 2014, o Dodge Charger Daytona 1969 de Robbins foi destaque em um episódio do programa de TV Fat and Furious: Rolling Thunder, do Discovery Channel. No mesmo ano, um episódio do AmeriCarna, da Velocity, apresentou o ex-proprietário da equipe de corrida Ray Evernham liderando a restauração de um Plymouth Belvedere que foi pilotado por Robbins na NASCAR em 1964.
No fim de semana de retorno de Darlington, em 2016, o carro número 42 da NASCAR Xfinity Series, de Kyle Larson foi pintado de roxo e dourado em homenagem a Robbins. Para a Goodyear 400 de 2021, o carro de número 8 de Tyler Reddick ostentou a pintura magenta e verde-limão característica de Robbins. Na temporada de 2022, o carro número 7 da Spire Motorsports, de Corey LaJoie, fez uma reminiscência do famoso carro 777 de Robbins, que ele pilotou em sua carreira.

## Vida pessoal e morte
Em 1948, Robbins casou-se com Marizona Baldwin, que afirmou que "sempre quis se casar com um cowboy cantor". Eles tiveram um filho, Ronnie, e uma filha, Janet.
Robbins desenvolveu doença cardiovascular ainda cedo, e sofreu seu primeiro infarto do miocárdio em 1969. Após seu terceiro ataque cardíaco em 2 de dezembro de 1982, ele passou por uma cirurgia de revascularização quádrupla da artéria coronária. Ele não se recuperou e morreu em 8 de dezembro no Hospital St. Thomas, em Nashville, aos 57 anos.

## Discografia
A discografia de Robbins consiste em 52 álbuns de estúdio, 13 coletâneas e 100 singles. Ao longo de sua carreira musical, Robbins emplacou 17 singles número um nas paradas Billboard Hot Country Songs, além de 82 singles no top 40.
O álbum de maior sucesso de Robbins foi Gunfighter Ballads and Trail Songs, de 1959. Alcançou a sexta posição na parada de todos os gêneros Billboard 200 e também foi certificado como platina pela Recording Industry Association of America. O primeiro single do álbum, "El Paso", se tornou um sucesso nas paradas country e pop, chegando ao primeiro lugar na Hot Country Songs e na Billboard Hot 100. Embora essa tenha sido sua única música pop número um, em 1957, "A White Sport Coat" chegou ao número dois, e em 1961, "Don't Worry" chegou ao número três.
Seu último single no top 10 foi "Honkytonk Man", do filme homônimo de 1982, no qual Robbins teve participação. Ele veio a falecer pouco antes do lançamento. Desde sua morte, quatro álbuns de estúdio póstumos foram lançados, mas não causaram impacto nas paradas como os anteriores.

## Filmografia
- 1957 - The Badge of Marshal Brennan (br: Sangue em Suas Mãos), como Felipe, um fora-da-lei mexicano [9];
- 1957 - Raiders of Old California (br: Cavaleiros em Luta), como Timothy Voyle [9];
- 1961 - Buffalo Gun, como Marty Robbins, um homem da lei [9];
- 1963 - The Ballad of a Gunfighter, como Marty Robbins, um fora-dal-lei [9];
- 1964 - Country Music Caravan, como ele mesmo, cantando [9];
- 1964 - Tennessee Jamboree, como ele mesmo, cantando [9];
- 1967 - The Road to Nashville, como ele mesmo, cantando [9];
- 1967 - Hell on Wheels, como Marty, um piloto de corrida [9];
- 1969 - From Nashville With Music, como ele mesmo, cantando [9];
- 1972 - Country Music, como ele mesmo, em tour como cantor e como piloto de corrida [9];
- 1973 - Guns of a Stranger, como xerife Matthew Roberts [9];
- 1982 - Honkytonk Man (br: Honkytonk Man - A Última Canção — pt: A Última Canção) como Smoky, um cantor [9]